# Pachyschelus purpureus
Pachyschelus purpureus är en skalbaggsart som först beskrevs av Thomas Say 1833.  Pachyschelus purpureus ingår i släktet Pachyschelus och familjen praktbaggar.

## Underarter
Arten delas in i följande underarter:
- P. p. purpureus
- P. p. uvaldei